# Calma
"Calma" és una cançó del 2018 del cantant porto-riqueny Pedro Capó, escrita juntament amb George Noriega i Gabriel Edgar Gonzalez Perez. Una versió remix amb Farruko va ser presentada el 5 d'octubre de 2018 i una altra versió remix amb Alicia Keys va ser presentada el 19 d'abril de 2019. El video remix ha rebut mes de 1.000 milions de vistes a YouTube. Des de la seva presentació, la cançó ha esdevingut un gran èxit, coronant els ranquings de l'Argentina, Bolívia, Xile, Colòmbia, Costa Rica, la República Dominicana, El Salvador, Guatemala, Itàlia, Mèxic, Panamà, Paraguai, Perú, Uruguai i Veneçuela. La cançó va rebre una certificació llatina de platí doble per l'Associació d'Indústria de l'Enregistrament d'Amèrica (RIAA) per vendre per damunt 120,000 còpies en el país.